# Тартак (Мінський повіт)
Тартак (пол. Tartak) — село в Польщі, у гміні Мінськ-Мазовецький Мінського повіту Мазовецького воєводства.
Населення — 52 особи (2011).
У 1975-1998 роках село належало до Седлецького воєводства.

## Демографія
Демографічна структура станом на 31 березня 2011 року:
|          | Загалом | Допрацездатний вік | Працездатний вік | Постпрацездатний вік |
| -------- | ------- | ------------------ | ---------------- | -------------------- |
| Чоловіки | 30      | 5                  | 24               | 1                    |
| Жінки    | 22      | 4                  | 14               | 4                    |
| Разом    | 52      | 9                  | 38               | 5                    |